# Terjék Lajos
Terjék Lajos (Budapest, 1980. október 29. –) magyar labdarúgó.

## Pályafutása
Az Újpest FC saját nevelésű játékosa, ott mutatkozott be a felnőttek között, 1999 áprilisában egy Vác FC elleni bajnokin. Tagja volt a lila-fehérek bajnokcsapatának is. Akkoriban olyan csatárok játszottak a fővárosi liláknál mint Herczeg Miklós, Kovács Zoltán vagy Goran Kopunović, így Terjék eleinte nem jutott sok lehetőséghez. A 2000-2001-es szezonban már alapembernek számított, lejáró szerződését mégsem hosszabbította meg, hanem a FC Fehérvárhoz igazolt. Két idény után külföldre igazolt, légióskodott az izraeli FC Ashdod csapatában és járt próbajátékon a német másodosztályban is, majd rövid nyíregyházi kitérő után Ciprusra szerződött. A 2006-2007-es idényben ismét Fehérváron futballozott, majd megfordult több ciprusi csapatban.
Visszavonulása után a Dorogi FC sportigazgatója lett.